# 앵글포이즈 램프

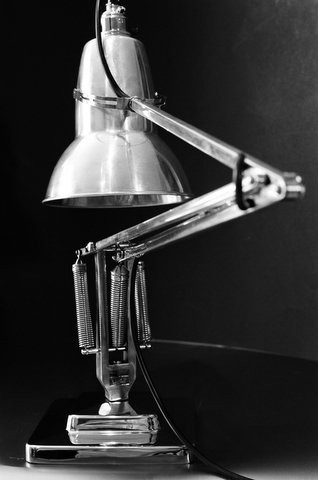
앵글포이즈 1227 램프

앵글포이즈 램프(영어: Anglepoise lamp)는 영국의 디자이너 조지 카워딘(George Carwardine)이 1932년에 디자인한 밸런스 암 램프이다.

## 역사
조지 카워딘(1887-1947)은 자동차 디자이너이자 차량 서스펜션 시스템을 전문으로 하는 프리랜스 디자인 컨설턴트였다. 차량 서스펜션에 대한 새로운 개념을 개발하는 동안 그는 다른 분야에도 적용할 수 있는 메커니즘을 만들었다. 그는 특히 작업용 램프에 이를 적용할 수 있다는 것을 알게 됐다. 관절과 스프링 장력은 램프를 고정하지 않아도 각도를 유지하도록 하고 다양한 위치로 이동할 수 있도록 했다.
카워딘은 1932년 7월 4일 메커니즘을 사용한 디자인에 대해 특허 번호 404,615를 신청했으며 바스에 있는 자신의 회사인 Cardine Accessories의 작업장에서 직접 램프를 제조했다. 그는 곧 관심과 수요가 너무 커서 대규모 확장이나 파트너가 필요하다는 것을 느꼈고 1934년 2월 22일 레디치의 Herbert Terry and Sons와 라이센스 계약을 체결했다. Terry는 램프를 제조 및 판매하는 반면 카워딘은 계속해서 개발하여 다양한 버전과 애플리케이션(예: 마이크 지원용)을 생산했다. 원래 4개의 스프링 디자인은 작업장, 의사, 치과 의사의 수술 등과 같은 작업 환경을 위해 만들어졌으며 그는 또한 1934년 2월 10일에 특허를 받은 가정에서 사용하기 위한 3개의 스프링 버전도 디자인했다.(특허 번호 433,617)

## 같이 보기
- 산업 디자인